# آفرینش‌گرایی تدریجی
آفرینش‌گرایی تدریجی (به انگلیسی: Progressive creationism) باوری مذهبی است که می‌گوید خداوند اشکال جدید حیات را به تدریج و طی صدها میلیون سال آفریده است. به‌عنوان شکلی از آفرینش‌گرایی زمین کهن، این نظریه تخمین‌های زمین‌شناسی و کیهان‌شناسی رایج برای سن زمین، برخی از اصول زیست‌شناسی مانند خردفرگشت و همچنین باستان‌شناسی را برای اثبات خود به‌کار می‌بندد. در این دیدگاه خلقت در انفجارهای سریعی رخ داده است که همه «انواع» گیاهان و جانوران طی مراحلی که میلیون‌ها سال طول می‌کشد، در آن پدیدار می‌شوند. پس از این انفجارها دوره‌هایی از سکون یا تعادل برای پذیرش گونه‌های جدید رخ می‌دهد. این انفجارها نمونه‌هایی از آفرینش انواع جدید موجودات زنده توسط خداوند (با مداخله الهی) را نشان می‌دهند. از دیدگاه باستان‌شناسی، آفرینش‌گرایی تدریجی بیان‌گر این است که «گونه‌ها به تدریج و با دگرگونی پیوسته اجدادشان پدیدار نمی‌شوند؛ بلکه همه آن‌ها به یک‌باره و «کاملاً شکل‌گرفته» پدید می‌آیند.»
این دیدگاه کلان‌فرگشت را رد می‌کند و ادعا می‌کند که از نظر زیست‌شناختی غیرقابل دفاع است و توسط فسیل‌ها نمی‌توان آن را ثابت کرد، و همچنین مفهوم نسب جهانی از یک جد مشترک را رد می‌کند؛ بنابراین ادعا می‌شود که شواهد مربوط به کلان‌فرگشت نادرست است، از سوی دیگر خردفرگشت یک پارامتر ژنتیکی است که توسط خالق در ساختار ژنتیک طراحی شده تا سازگاری‌های محیطی و بقا را ممکن سازد. طرفداران آفرینش‌گرایی تدریجی آن را به‌عنوان حد وسطی بین آفرینش‌گرایی زمین جوان و فرگشت خداباورانه می‌پندارند.

## توسعه
در پایان قرن هجدهم ژرژ کوویه، کالبدشناس فرانسوی، اظهار داشت که مجموعه‌ای از آفرینش‌های پی‌درپی به‌دلیل کاتاستروفیسم رخ داده است. کوویه معتقد بود که خداوند اشکال خلق‌شده قبلی را از طریق فجایعی مانند سیل نابود کرده، سپس آن‌ها را با اشکال جدید دوباره پر کرده است. طبیعت‌شناس فرانسوی، آلسید دو اوربینجی ایده‌های مشابهی داشت؛ او مراحل مختلف در مقیاس زمانی زمین‌شناسی را به رویدادهای جداگانه خلقت مرتبط می‌کرد. در آن زمان این ایده‌ها در بین مسیحیان سخت‌گیر محبوب نبودند. مارسل دو سر (۱۷۸۳–۱۸۶۲) زمین‌شناس فرانسوی، در دفاع از نظریه آفرینش تدریجی اظهار داشت که آفرینش‌های جدید با گذشت زمان کامل‌تر و کامل‌تر می‌شوند.
این ایده که مجموعه‌ای از دوره‌های خلقت الهی گونه‌های جدید با هزاران سال فاصله بین آن‌ها وجود داشته است که در خدمت آماده‌سازی جهان برای ورود نهایی بشریت بوده است، در اوایل قرن نوزدهم مورد توجه زمین‌شناسان انگلیکان مانند ویلیام باکلند بود؛ آن‌ها این ایده را به‌عنوان توضیحی برای الگوهای جانشینی جانوران در سوابق فسیلی ارائه می‌دادند که نشان می‌داد انواع موجودات زنده‌ای که روی زمین زندگی می‌کردند در طول زمان تغییر کرده‌اند. باکلند این ایده را به تفصیل در کتاب خود با عنوان زمین‌شناسی و کانی‌شناسی با ارجاع به الهیات طبیعی (۱۸۳۶) که یکی از هشت رساله بریج‌واتر بود، توضیح داد. باکلند این ایده را برای مقابله با نظریه‌های پیش از داروین در مورد تراجهش گونه‌ها ارائه داد. هیو میلر زمین‌شناس اسکاتلندی و مسیحی انجیلی، نیز در کتاب خود با عنوان گواه سنگ‌ها؛ یا زمین‌شناسی در پیوند با دو الهیات طبیعی و وحیانی در سال ۱۸۵۷، به بسیاری از رویدادهای جداگانه آفرینش که توسط مداخله‌های الهی ایجاد شده‌اند، استدلال کرد و ایده‌های خود را توضیح داد.
لویی آگاسی طبیعت‌شناس سوئیسی-آمریکایی، از آفرینش‌های الهی جداگانه دفاع کرد. او در کار خود به شباهت‌های توزیع گونه‌های مشابه در دوره‌های مختلف زمین‌شناسی اشاره کرد؛ پدیده‌ای که به وضوح نتیجه مهاجرت نیست. آگاسیز این سؤال را مطرح کرد که چگونه ماهی‌هایی از یک گونه در دریاچه‌هایی که کاملاً از هم جدا هستند و با هیچ آب‌راهی به هم متصل نمی‌شوند، زندگی می‌کنند. او نتیجه گرفت که آن‌ها در هر دو مکان ایجاد شده‌اند. به گفتهٔ آگاسی، سازگاری هوشمندانه موجودات با محیط‌شان، گواهی بر یک طرح هوشمندانه است. نتایج مطالعاتش او را به این باور رساند که هر حیوانی در هر منطقه‌ای که یافت شود، در همان‌جا خلق شده است: «حیوانات به‌طور طبیعی در هر کجا که یافت شوند، بومی هستند». پس از تحقیقات بیشتر، او این ایده را به انسان‌ها تعمیم داد؛ او نوشت که نژادهای مختلف به‌طور جداگانه خلق شده‌اند. این به عنوان نظریه چندژنی شناخته شد.

## احیا
انجمن علمی آمریکا (ASA) در اوایل دهه ۱۹۴۰ به‌عنوان سازمانی از دانشمندان مسیحی ارتدوکس تأسیس شد. اگرچه رهبری اولیه آن طرفدار تحت‌اللفظی بودن کتاب مقدس بود و قرار بود ضدفرگشت باشد، اما نظریه‌های خلقت‌گرایانه مطرح‌شده توسط جورج مک‌کریدی پرایس (خلقت‌گرایی زمین جوان) و هری ریمر (خلقت‌گرایی شکاف) را رد کرد و به سرعت در جهت فرگشت خداباورانه حرکت کرد، و برخی از اعضا در دیدگاهی کمتر مدرنیستی که آن را «آفرینش‌گرایی تدریجی» می‌نامیدند، توقف کردند. این دیدگاهی بود که در دهه ۱۹۳۰ توسط فارغ‌التحصیل کالج ویتون، راسل ال. میکستر، توسعه یافت. در سال ۱۹۵۴، برنارد رام متکلم باپتیست و مدافع الهیات مسیحی (از اعضای حلقه داخلی انجمن آمریکایی کتاب مقدس)، کتاب دیدگاه مسیحی از علم و کتاب مقدس را نوشت و از آفرینش‌گرایی تدریجی که ضرورت آفرینش‌گرایی زمین جوان، سیل جهانی و ظهور اخیر انسان‌ها را منتفی می‌دانست، حمایت کرد.

## آفرینش‌گرایی تدریجی مدرن
برخلاف آفرینش‌گرایان زمین جوان، آفرینش‌گرایان تدریجی، در مقیاس زمانی زمین‌شناسی ظهور تدریجی گیاهان و حیوانات در طول زمان را می‌پذیرند. از نظر آن‌ها این دقیقاً منعکس‌کننده ترتیبی است که خداوند به ترتیب انواع موجودات زنده را آفریده است، از موجودات ساده تک‌سلولی شروع کرده و به موجودات پیچیده چندسلولی و تا به امروز رسیده است. آن‌ها اجماع علمی مبنی بر این‌که این گونه‌ها از یکدیگر تکامل یافته‌اند را نمی‌پذیرند و معتقدند که گونه‌ها از نظر ژنتیکی محدود هستند، به‌طوری که یکی نمی‌تواند به دیگری تبدیل شود.

## تفسیر پیدایش
برنارد رام این دیدگاه (که توسط پی.جی. وایزمن توسعه داده شده بود) را پذیرفت که «آفرینش در شش روز «به‌صورت تصویری آشکار شد، نه این‌که در شش روز انجام شد»، و خداوند به‌طور دوره‌ای مداخله می‌کرد تا گونه‌های جدیدی را خلق کند که سپس تابش داده می‌شدند. این امر به سازندهای زمین‌شناسی مانند زغال سنگ اجازه می‌داد تا به‌طور طبیعی شکل بگیرند، به‌طوری که «ممکن است به‌عنوان یک محصول طبیعی و نه یک الحاق مصنوعی در طبیعت» قبل از خلقت بشر به نظر برسند.
هیو راس متخصص آفرینش‌گرایی تدریجی و اخترفیزیک، به ترجمه تحت‌اللفظی پیدایش ۱ و ۲ پای‌بند است و به این اصل که «کتاب مقدس، کتاب مقدس را تفسیر می‌کند» پای‌بند است تا زمینه روایت خلقت را روشن کند. آلن هیوارد متخصص آفرینش‌گرایی تدریجی با استفاده از این اصل، به عبرانیان ۴ استناد می‌کند که در متن داستان خلقت، به ادامه روز هفتم خلقت می‌پردازد. راس این دیدگاه تحت‌اللفظی از یک روز هفتم طولانی را، به روایت خلقت پیوند می‌دهد که در آن کلمه عبری «یوم» را به گونه‌ای توصیف می‌کند که دارای چندین امکان ترجمه باشد. راس ادعا می‌کند که در پایان هر «روز» پیدایش، به استثنای «روز» هفتم، عبارت «... و شام بود و صبح بود» برای قرار دادن یک پایان برای هر رویداد استفاده می‌شود. حذف این عبارت در روز هفتم با ترجمه تحت‌اللفظی عبارت «روز هفتم» در ادامه عبرانیان ۴ هماهنگ است.
از منظر الهیاتی، رابرت نیومن به مشکلی در این مدل خاص از روزهای طولانی پیدایش می‌پردازد، به این صورت که مرگ فیزیکی گیاهان و حیوانات را قبل از هبوط انسان قرار می‌دهد، که طبق اکثر آفرینش‌گرایان زمین جوان خلاف کتاب مقدس تلقی می‌شود. آفرینش‌گرایان زمین کهن، مرگ ناشی از هبوط انسان را به‌عنوان مرگ معنوی تفسیر می‌کنند که به زمینه خود انسان مربوط می‌شود. مشکل دیگر آفرینش‌گرایی تدریجی به‌دلیل ماهیت پیچیده مدلی است که از تلاش برای ترجیح ندادن علم بر کتاب مقدس و برعکس ناشی می‌شود و به‌طور بالقوه هر دو مکتب فکری را با این مصالحه خشمگین می‌کند. آفرینش‌گرایی تدریجی استدلال می‌کنند که علم و کتاب مقدس در تضاد نیستند، بلکه یکدیگر را تأیید می‌کنند.